# Арасланов Гафіатулла Шагімарданович
Гафіатулла Шагімарданович Арасланов (башк. Ғәфиәтулла Шаһимәрҙән улы Арыҫланов; 20 вересня 1915 — 5 січня 1945) — радянський військовослужбовець, Герой Радянського Союзу (1940) за бойові дії проти Фінляндії. Брав участь як командир танкового батальйону і в німецько-радянській війні на кінець якої загинув.
Арасланов Г. Ш. — один з перших уродженців Башкортостану, удостоєних звання Героя Радянського Союзу.

## Біографія
Народився 7 вересня (20 вересня за новим стилем) 1915 року в селі 2-е Кінзебизово нині Куюргазинського району Башкортостану в селянській родині. Башкир.
Закінчив Стерлітамацький нафтовий технікум в 1937 році. У тому ж році призваний в Червону Армію Куюргазинським райвійськкоматом Башкирської АРСР.
Член ВКП(б) з 1939 року.
Брав участь у радянсько-фінській війні 1939—1940 років у ході якої відзначився 24 лютого 1940 року. У той день кільком радянським танкам було наказано знищити фінський дзот. Для цього радянські танкісти також отримали достатню кількість вибухівки та залучили саперів. Фінський дзот, який вів широкий обстріл місцевості, не давав піхоті інтервентів піднятися в атаку і просунутися вперед. Радянські машини намагались якомога ближче підійти до дзоту, не підставляючись під постріли. Але за фінською амбразурою, теж не дрімали, були напоготові. І ось вже підбита машина командира взводу Проніна. Слідом за нею зупинився другий танк. Коли екіпаж Арасланова наблизився до дзоту на 60-70 метрів, машина отримала відразу чотири пробоїни, та незважаючи на це, баштовий стрільць Гафіат Арасланов відкрив вогонь у відповідь. Гармата в дзоті замовкла. Арасланов відвів свій танк на безпечну відстань в 100—150 м, виліз із танку та поповз до пошкоджених. Біля одного з танків виявив принишклого до землі сапера Іващука, якого забрав із собою, і потім наказав йому охороняти пораненого мехводія Федотова. Невдовзі кілька фінів зробили спробу оточити танкістів, проте Арасланов з Іващуком відбили цю атаку. Пізніше, завівши один з підбитих танків та підібравши всіх поранених, він під сильним кулеметним вогнем вивів танк з поля бою і врятував життя чотирьох радянських військовиків-інтервентів.
За проявлені геройство і мужність «у боротьбі з білофінами» Г. Ш. Арасланову указом від 07 квітня 1940 р. присвоєно звання Героя Радянського Союзу. Після чого продовжував службу в Червоній Армії. У 1941 році закінчив Ульяновське танкове училище.
У роки німецько-радянської війнии Г. Ш. Арасланов був командиром танкового батальйону. Визволяв міста Курськ, Орел, Харків, Смоленськ, Дебрецен (Угорщина). Гвардії майор Арасланов загинув 5 січня 1945 року в місті Будапешт. Похований у м. Сомбор.

## Нагороди та звання
Указом Президії Верховної Ради СРСР від 7 квітня 1940 року молодшому комвзводу Арасланову Гафіатуллі Шагімардановичу присвоєно звання Героя Радянського Союзу з врученням ордена Леніна і медалі «Золота Зірка» (№ 490).
- Орден Вітчизняної війни I ступеня (23.02.1945)[5]
- Орден Вітчизняної війни I ступеня (22.01.1945)[6]
- Медалі

## Пам'ять
- Ім'ям Героя названа вулиця і встановлена пам'ятна стела в селі 2-ге Кінзебизово.
- У 2010 році в Оренбурзькому державному аграрному університеті, де в роки війни розміщувалося Чкаловське танкове училище, відкрито меморіальний барельєф Героя.